# Юрьевское сельское поселение (Новгородская область)
Юрьевское сельское поселение — упразднённое с 12 апреля 2010 года муниципальное образование в Парфинском муниципальном районе Новгородской области России.
Административный центром была деревня Юрьево.
Территория, на которой находилось сельское поселение, расположена в центре Новгородской области, к северу от пгт. Парфино. По территории протекают реки Ловать и Пола.
Юрьевское сельское поселение было образовано в соответствии с законом Новгородской области от 11 ноября 2005 года № 559-ОЗ.

## Населённые пункты
На территории сельского поселения были расположены 10 населённых пунктов — деревень: Анухино, Березицко, Городок, Пустобородово, Селиваново, Слобода, Слободка, Хмелево, Щекотец, Юрьево.

## Транспорт
На территории прежнего сельского поселения есть автодороги вдоль обоих берегов Ловати из Федорково и Парфино.